# Rudnik
Rudnik (en serbio: Рудник) es una montaña en el centro de Serbia, cerca de la ciudad de Gornji Milanovac. Su pico más alto Cvijićev vrh, llamado así en honor del geógrafo y biólogo Jovan Cvijić, tiene una elevación de 1.132 m s. n. m. Tiene varios otros picos de más de 1000 metros: Srednji Šturac, Mali Šturac, Molitve, Paljevine y Marijanac. El nombre se traduce literalmente como mina, debido a que la montaña es rica en recursos mineros.